# Markus Pieper (homme politique)
Markus Pieper, né le 15 mai 1963 à Hamelin, est un homme politique allemand. Membre de l'Union chrétienne-démocrate d'Allemagne (CDU), il est député européen de 2004 à 2024.

## Éléments de biographie
Markus Pieper  vit à Lotte, il est marié et le couple a eu trois enfants ; il est se présente comme évangélique-luthérien. Il est membre de clubs locaux et dans l'Europa-Union Steinfurt, le Münsterland e.V. et coopté au conseil d'administration de Sportfreunde Lotte.

## Positionnement politique
Markus Pieper se présente comme pro-européen, considérant que l'UE est une réussite politique favorisant la paix et l'action, notamment dans le domaine du commerce transfrontalier de l'Europe dans un monde globalisé.
Comme député européen, Markus Pieper se dit favorable à une réduction de la bureaucratie, surtout pour les petites et moyennes entreprises (PME). 
Les environnementalistes lui reprochent d'avoir fait campagne pour des exemptions d'obligation de respecter la législation sur les échanges d'émissions et la législation sur les déchet, et pour l'octroi d'une période de transition plus longue pour les entreprises qui n'entrant pas dans la définition des PME.
En 2020, Pieper a soutenu le secteur gazier, préconisant de nouvelles infrastructures gazières en Europe (centrales électriques au gaz notamment, selon lui nécessaire à la transition énergétique et à la distribution d'hydrogène (alors mélangé au gaz du réseau), en Allemagne et dans de grandes parties de l'Europe de l'Est,. Il a aussi en 2020 critiqué le vote du Parlement européen qui a porté l'objectif climatique de l'UE à 60 %. Selon lui c'est une « erreur de jugement » qui a conduit à un objectif selon lui « extrêmement au-delà des objectifs climatiques de Paris ».

## Député européen
Markus Pieper est élu en 2004 au Parlement européen, pour la Rhénanie du Nord-Westphalie ; il représente aussi l'association de district CDU de Münsterland. 
Au Parlement européen, il est le responsable parlementaire du groupe CDU/CSU et son porte-parole pour les petites et moyennes entreprises ; et dans ce cadre, il se concentre sur les politiques énergétique et climatique au sein de la Commission de l'industrie, de la recherche et de l'énergie du parlement.
En 2024, il décide de ne pas se représenter. Cependant, Ursula von der Leyen impose de force la création d’un poste de « conseiller » payé plus de 20 000 euros par mois pour un contrat de quatre ans renouvelable deux ans (soit un coût budgétaire total de 1,44 million d’euros) afin d’y placer Markus Pieper, « l'un de ses protégés ». Selon Le Figaro, il touchera plus de 18 000 euros par mois pour exercer cette fonction qui était auparavant honorifique. Cette nomination, alors qu’il n'est pas le plus qualifié pour ce poste, provoque une levée de boucliers de plusieurs commissaires européens contre la présidente de la Commission européenne. » Enfin, plus généralement, nombreux s’interrogent au sein des institutions européennes sur le flou qui entoure cette nomination. Markus Pieper a été choisi alors même que ses adversaires pour occuper le poste ont obtenu une meilleure note lors de l’évaluation des comités de sélection indépendants. Le 11 avril, le Parlement européen approuve un amendement demandant à la Commission européenne l’annulation de ce « recrutement controversé ». Le 15 avril, Markus Pieper annonce vouloir renoncer à ce poste « hautement rémunéré » à la Commission européenne.